# Zápas na Letních olympijských hrách 1984 – muži, volný styl do 90 kg
Zápas ve volném stylu ve váhové kategorii do 90 kg probíhal na Letních olympijských hrách 1984 v Anaheimském Convention Center. O medaile se utkalo celkem 16 zápasníků. 

## Turnajové výsledky
Zápasníci jsou rozděleni do dvou skupin. Je aplikován systém na dvě porážky.
Legenda
- TF — Lopatkové vítězství
- ST — Vítězství na technickou převahu, 12 bodů rozdíl
- PP — Vítězství na body, 1-7 bodů rozdíl, poražený s body
- PO — Vítězství na body, 1-7 bodů rozdíl, poražený bez bodů
- SP — Vítězství na body, 8-11 bodů rozdíl, poražený s body
- SO — Vítězství na body, 8-11 bodů rozdíl, poražený bez bodů
- P0 — Vítězství pro pasivitu, protivník bez bodů
- P1 — Vítězství pro pasivitu, vedoucí 1-7 bodů
- PS — Vítězství pro pasivitu, vedoucí 8-11 bodů
- DC — Vítězství z rozhodnutí, skóre 0-0
- PA — Vítězství pro soupeřovo zranění
- DQ — Vítězství pro soupeřovu diskvalifikaci
- DNA — Nenastoupil
- L — Porážky
- ER — Kolo vyřazení
- CP — Klasifikační body
- TP — Technické body

### Skupiny

#### Skupina A
| L      |                             | CP        | TP     |                             | L      |        |
| Kolo 1 | Kolo 1                      | Kolo 1    | Kolo 1 | Kolo 1                      | Kolo 1 | Kolo 1 |
| ------ | --------------------------- | --------- | ------ | --------------------------- | ------ | ------ |
| 1      | Edwin Lins (AUT)            | 0-4 ST    | 2-15   | Ed Banach (USA)             | 0      |        |
| 0      | Abdul Majeed Maruwala (PAK) | 4-0 ST    | 12-0   | Ilie Matei (ROU)            | 1      |        |
| 0      | İsmail Temiz (TUR)          | 3-1 PP    | 6-5    | Frank Andersson (SWE)       | 1      |        |
| 1      | Amadou Diop (SEN)           | 0-4 TF    | 2:05   | Clark Davis (CAN)           | 0      |        |
| Kolo 2 |                             |           |        |                             |        |        |
| 2      | Edwin Lins (AUT)            | 1-3 PP    | 6-11   | Abdul Majeed Maruwala (PAK) | 0      |        |
| 0      | Ed Banach (USA)             | 3.5-0 SO  | 11-0   | İsmail Temiz (TUR)          | 1      |        |
| 1      | Frank Andersson (SWE)       | 4-0 TF    | 1:17   | Amadou Diop (SEN)           | 2      |        |
| 0      | Clark Davis (CAN)           |           |        | Bye                         |        |        |
| 1      | Ilie Matei (ROU)            |           |        | DNA                         |        |        |
| Kolo 3 |                             |           |        |                             |        |        |
| 1      | Clark Davis (CAN)           | .5-3.5 SP | 2-11   | Ed Banach (USA)             | 0      |        |
| 1      | Abdul Majeed Maruwala (PAK) | 1-3 PP    | 3-3    | İsmail Temiz (TUR)          | 1      |        |
| 1      | Frank Andersson (SWE)       |           |        | Bye                         |        |        |
| Kolo 4 |                             |           |        |                             |        |        |
| 2      | Frank Andersson (SWE)       | 1-3 PP    | 5-8    | Clark Davis (CAN)           | 1      |        |
| 0      | Ed Banach (USA)             | 4-0 TF    | 0:48   | Abdul Majeed Maruwala (PAK) | 2      |        |
| 1      | İsmail Temiz (TUR)          |           |        | Bye                         |        |        |
| Final  |                             |           |        |                             |        |        |
|        | Ed Banach (USA)             | 3.5-0 SO  | 11-0   | İsmail Temiz (TUR)          |        |        |
|        | Clark Davis (CAN)           | .5-3.5 SP | 2-11   | Ed Banach (USA)             |        |        |
|        | İsmail Temiz (TUR)          | 0-4 TF    | 5:05   | Clark Davis (CAN)           |        |        |

| Zápasník                    | L | ER | CP  | Final |
| --------------------------- | - | -- | --- | ----- |
| Ed Banach (USA)             | 0 | -  | 15  | 7     |
| Clark Davis (CAN)           | 1 | -  | 7.5 | 4.5   |
| İsmail Temiz (TUR)          | 1 | -  | 6   | 0     |
| Abdul Majeed Maruwala (PAK) | 2 | 4  | 8   |       |
| Frank Andersson (SWE)       | 2 | 4  | 6   |       |
| Edwin Lins (AUT)            | 2 | 2  | 1   |       |
| Amadou Diop (SEN)           | 2 | 2  | 0   |       |
| Ilie Matei (ROU)            | 1 | 1  | 0   |       |

#### Skupina B
| L      |                            | CP     | TP     |                            | L      |        |
| Kolo 1 | Kolo 1                     | Kolo 1 | Kolo 1 | Kolo 1                     | Kolo 1 | Kolo 1 |
| ------ | -------------------------- | ------ | ------ | -------------------------- | ------ | ------ |
| 0      | Akira Óta (JPN)            | 3-1 PP | 7-1    | Michele Azzola (ITA)       | 1      |        |
| 1      | Abdul Breesam Rahman (IRQ) | 1-3 PP | 2-9    | Jai Prakash (IND)          | 0      |        |
| 1      | Bodo Lukowski (FRG)        | 0-3 P1 | 5:45   | Noel Loban (GBR)           | 0      |        |
| 0      | Macauley Appah (NGR)       | 3-1 PP | 6-5    | Mamadou Diallo (MTN)       | 1      |        |
| Kolo 2 |                            |        |        |                            |        |        |
| 0      | Akira Óta (JPN)            | 4-0 TF | 1:15   | Abdul Breesam Rahman (IRQ) | 2      |        |
| 1      | Michele Azzola (ITA)       | 4-0 TF | 0:47   | Jai Prakash (IND)          | 1      |        |
| 1      | Bodo Lukowski (FRG)        | 4-0 TF | 4:01   | Macauley Appah (NGR)       | 1      |        |
| 0      | Noel Loban (GBR)           | 4-0 TF | 1:37   | Mamadou Diallo (MTN)       | 2      |        |
| Kolo 3 |                            |        |        |                            |        |        |
| 0      | Akira Óta (JPN)            | 4-0 TF | 2:09   | Bodo Lukowski (FRG)        | 2      |        |
| 2      | Michele Azzola (ITA)       | 0-4 TF | 4:22   | Noel Loban (GBR)           | 0      |        |
| 1      | Macauley Appah (NGR)       |        |        | Bye                        |        |        |
| 1      | Jai Prakash (IND)          |        |        | DNA                        |        |        |
| Final  |                            |        |        |                            |        |        |
|        | Macauley Appah (NGR)       | 0-4 ST | 0-13   | Akira Óta (JPN)            |        |        |
|        | Noel Loban (GBR)           | 4-0 TF | 1:59   | Macauley Appah (NGR)       |        |        |
|        | Akira Óta (JPN)            | 3-1 PP | 4-2    | Noel Loban (GBR)           |        |        |

| Zápasník                   | L | ER | CP | Final |
| -------------------------- | - | -- | -- | ----- |
| Akira Óta (JPN)            | 0 | -  | 11 | 7     |
| Noel Loban (GBR)           | 0 | -  | 11 | 5     |
| Macauley Appah (NGR)       | 1 | -  | 3  | 0     |
| Michele Azzola (ITA)       | 2 | 3  | 5  |       |
| Bodo Lukowski (FRG)        | 2 | 3  | 4  |       |
| Jai Prakash (IND)          | 1 | 2  | 3  |       |
| Abdul Breesam Rahman (IRQ) | 2 | 2  | 1  |       |
| Mamadou Diallo (MTN)       | 2 | 2  | 1  |       |

### Finále
|                    | CP               | TP               |                      |                  |
| Zápas o 5. místo   | Zápas o 5. místo | Zápas o 5. místo | Zápas o 5. místo     | Zápas o 5. místo |
| ------------------ | ---------------- | ---------------- | -------------------- | ---------------- |
| İsmail Temiz (TUR) | 0-4 PA           |                  | Macauley Appah (NGR) |                  |
| Zápas o 3. místo   |                  |                  |                      |                  |
| Clark Davis (CAN)  | 1-3 PP           | 1-5              | Noel Loban (GBR)     |                  |
| Finálový zápas     |                  |                  |                      |                  |
| Ed Banach (USA)    | 4-0 ST           | 15-3             | Akira Óta (JPN)      |                  |

## Finálové pořadí
1. Ed Banach (USA)
2. Akira Óta (JPN)
3. Noel Loban (GBR)
4. Clark Davis (CAN)
5. Macauley Appah (NGR)
6. İsmail Temiz (TUR)
7. Abdul Majeed Maruwala (PAK)
8. Frank Andersson (SWE)